# الحمرة (الحديدة)

تعديل مصدري - تعديل

الحمرة هي إحدى قرى مديرية باجل، التابعة لمحافظة الحديدة اليمنية، بلغ تعداد سكانها 1148 نسمة حسب الإحصاء الذي جرى عام 2004.